# Riccardo Scamarcio
Riccardo Scamarcio est un acteur italien né le 13 novembre 1979 à Trani dans la région des Pouilles en Italie.

## Biographie

### Famille et formation
Riccardo Scamarcio est le fils d'une artiste-peintre. Après une scolarité difficile, il décide à seize ans de suivre des cours de théâtre au centre expérimental de Rome où il étudie avec Mirella Bordoni, Mino Bellei, Marco Baliani et surtout Nicolai Karpov. 

### Carrière
Outre l'italien, sa langue maternelle, il s'exprime couramment en français et en anglais, ce qui lui permet de tourner dans ces trois langues-là.
En 2001, il fait ses débuts dans une série télévisée Compagni di scuola ainsi que dans Ama il tuo nemico 2. Mais il fait ses réels débuts en 2003 grâce à son apparition dans le film de Marco Tullio Giordana Nos meilleures années (La meglio gioventù) qui rencontre un grand succès national et international. La même année, il a joué dans Maintenant ou jamais de Lucio Pellegrini.
Son premier rôle principal est en 2003 avec le film Prova a volare, sorti dans les salles seulement en 2007. Puis en 2004, il joue dans Trois mètres au-dessus du ciel, tiré du roman homonyme de Federico Moccia. Il obtient grâce à ce film le Globo d'oro en tant que meilleur acteur débutant. Il obtient une nomination aux Nastri d'argento en tant que meilleur acteur secondaire. Toujours en 2005, il est choisi par le réalisateur Michele Placido afin de jouer le rôle d'un dangereux criminel dans le film Romanzo criminale.
En 2006, il joue aux côtés de Martina Stella dans une série télévisée intitulée La freccia nera, tirée du roman de Robert Louis Stevenson. Il enchaîne alors de nombreux films à succès en Italie. En 2009, il est l'acteur principal du film de Costa Gavras, Eden à l'ouest, dans lequel il interprète le rôle d'un émigré sans-papier embarqué sur un cargo poubelle en Méditerranée parmi des centaines d'autres candidats à l'exil, vers l'Europe puis Paris. 
Il s'est aussi distingué dans deux films à thématique homosexuelle : Le Premier qui l'a dit en 2010 et Pasolini (2014) où il joue son ami et acteur fétiche Ninetto Davoli. En 2011, il obtient un petit rôle dans le film Polisse de Maïwenn, démarrant une carrière internationale puis, deux ans plus tard, dans le film français, Gibraltar de Julien Leclercq mais également dans le film américain Puzzle.
En 2015, il tourne dans À vif ! de John Wells et dans un épisode de la série London Spy. L'année suivante, il retrouve un rôle à la télévision dans Master of None. En 2017, il joue le frère de la chanteuse Dalida dans le biopic réalisé par Lisa Azuelos et incarne l’antagoniste dans John Wick 2.

### Vie privée
Alors qu'il tourne en 2004 Texas de Fausto Paravidino, Riccardo Scamarcio fait la rencontre de Valeria Golino et partage dès lors sa vie. Après une annonce de mariage faite en 2015 – et jamais réalisé –, ils annoncent leur séparation en avril 2017.
L'acteur est en couple avec la Britannique Angharad Wood, cadre dans une agence d'acteurs et d'écrivains basée à Londres, et mère de leur fille Emily, née en 2020. Depuis 2021 malgré une brève rupture avec elle, il est en couple avec l'actrice Benedetta Porcaroli.

## Filmographie

### Cinéma

#### Longs métrages
- 2003 : Nos meilleures années (La meglio gioventù) de Marco Tullio Giordana : Andrea Utano
- 2003 : Maintenant ou jamais (Ora o mai più) de Lucio Pellegrini : Biri
- 2004 : Trois mètres au-dessus du ciel (Tre metri sopra il cielo) de Luca Lucini : Step
- 2004 : L'Odeur du sang (L'odore del sangue) de Mario Martone
- 2005 : L'uomo perfetto de Luca Lucini : Antonio
- 2005 : Texas de Fausto Paravidino : Gianluca Baretti
- 2005 : Romanzo criminale de Michele Placido : Nero
- 2007 : Leçons d'amour à l'italienne 2 (Manuale d'amore 2: Capitoli successivi) de Giovanni Veronesi : Nicola
- 2007 : J'ai envie de toi (Ho voglia di te) de Luis Prieto : Step
- 2007 : Mon frère est fils unique (Mio fratello è figlio unico) de Daniele Luchetti : Manrico
- 2007 : Go Go Tales d'Abel Ferrara : Docteur Steven
- 2007 : Prova a volare de Lorenzo Cicconi Massi : Alessandro
- 2007 : Colpo d'occhio de Sergio Rubini : Adrian
- 2008 : Eden à l'ouest de Constantin Costa-Gavras : Elias
- 2009 : Italians de Giovanni Veronesi : Marcello Polidori
- 2009 : Le Rêve italien (Il grande sogno) de Michele Placido : Nicola
- 2009 : La prima linea de Renato De Maria : Sergio Segio
- 2010 : Le Premier qui l'a dit de Ferzan Ozpetek : Tommaso Cantone
- 2011 : Polisse de Maïwenn : Francesco
- 2011 : L'amour a ses raisons (Manuale d'amore 3) de Giovanni Veronesi : Roberto
- 2012 : To Rome with Love de Woody Allen : Le cambrioleur de l'hôtel
- 2012 : Il rosso e il blu de Giuseppe Piccioni : Professseur Giovanni Prezioso
- 2012 : Cosimo e Nicole de Francesco Amato : Cosimo
- 2013 : Gibraltar de Julien Leclercq : Mario / Claudio Pasco Lanfredi
- 2013 : Puzzle (Third Person) de Paul Haggis : Le gérant du bar
- 2013 : Una piccola impresa meridionale de Rocco Papaleo : Arturo
- 2014 : Pasolini d'Abel Ferrara : Ninetto Davoli
- 2014 : Un ragazzo d'oro de Pupi Avati : Davide Bias
- 2014 : Effie Gray de Richard Laxton : Rafael
- 2015 : À vif ! (Burnt) de John Wells : Max
- 2015 : Contes Italiens (Maraviglioso Boccaccio) de Vittorio et Paolo Taviani : Gentile Carisendi
- 2015 : Nessuno si salva da solo de Sergio Castellitto : Gaetano
- 2015 : La prima luce (it) de Vincenzo Marra : Marco
- 2015 : Io che amo solo te de Marco Ponti : Damiano Scagliusi
- 2016 : Périclès le noir (Pericle il Nero) de Stefano Mordini : Periclès
- 2016 : Ali and Nino d'Asif Kapadia : Malik Nakhararyan
- 2016 : La verità sta in cielo de Roberto Faenza : Enrico de Pedis
- 2017 : Dalida de Lisa Azuelos : Orlando
- 2017 : John Wick 2 (John Wick : Chapter 2) de Chad Stahelski : Santino D'Antonio
- 2018 : Euforia de Valeria Golino : Matteo
- 2018 : Silvio et les Autres (Loro) de Paolo Sorrentino : Sergio Morra
- 2018 : Les Estivants de Valeria Bruni Tedeschi : Luca
- 2018 : Le Témoin invisible (Il testimone invisibile) de Stefano Mordini : Adriano Doria
- 2018 : Welcome Home de George Ratliff : Frederico
- 2018 : Cosa fai a Capodanno ? de Filippo Bologna : Valerio
- 2019 : Non sono un assassino d'Andrea Zaccariello : Francesco Prencipe
- 2019 : L'Homme sans pitié (Lo spietato) de Renato De Maria : Santo Russo
- 2019 : Magari de Ginevra Elkann : Carlo
- 2020 : Les Traducteurs de Régis Roinsard : Dario Farelli
- 2020 : Il ladro di giorni de Guido Lombardi : Vincenzo « Enzino » De Benedettis
- 2020 : Gli infedeli de Stefano Mordini : Lorenzo
- 2020 : Les Liens maudits (Il legame) de Domenico Emanuele de Feudis : Francesco
- 2021 : Tre piani de Nanni Moretti : Lucio
- 2021 : L'ultimo Paradiso de Rocco Ricciardulli (it) : Ciccio
- 2021 : La scuola cattolica de Stefano Mordini : Raffaele Guido
- 2022 : L'ombra del giorno de Giuseppe Piccioni : Luciano Traini
- 2022 : Tu choisiras la vie (Alla vita) de Stéphane Freiss : Elio De Angelis
- 2022 : Caravage de Michele Placido : Caravage
- 2023 : Mystère à Venise (A Haunting in Venice) de Kenneth Branagh : Vitale Portfoglio
- 2023 : Te l'avevo detto de Ginevra Elkann : Riccardo
- 2024 : Race for Glory: Audi vs. Lancia de Stefano Mordini : Cesare Fiorio (également producteur et scénariste)
- 2024 : Sei fratelli de Simone Godano[9],[10]
- 2024 : Évanouis dans la nuit (Svaniti nella notte) de Renato De Maria : Pietro
- 2024 : Modi de Johnny Depp : Amedeo Modigliani[11]
- 2025 : Muori di lei de Stefano Sardo (it) : Luca

#### Courts métrages
- 2003 : Le mani in faccia de Daniele Basilio : Francesco
- 2010 : Diarchia de Ferdinando Cito Filomarino : Giano
- 2012 : Una commedia italiana che non fa ridere de Luca D'Ascanio : Le narrateur
- 2012 : Giulia ha picchiato Filippo de Francesca Archibugi

### Télévision

#### Séries télévisées
- 2001 : Compagni di scuola : Michele Reale
- 2006 : La freccia nera : Marco di Monforte
- 2011 : Il segreto dell'acqua de Renato De Maria : Angelo Caronia
- 2015 : London Spy
- 2017 : Master of None : Pino
- 2018 : The Woman in White : Comte Fosco

#### Téléfilms
- 2000 : Ama il tuo nemico 2 de Damiano Damiani : Rino
- 2001 : Io ti salverò de Mario Caiano : Guido Guerra

### Clips
- 2007 : Ti scatterò una foto de Tiziano Ferro
- 2008 : Insolita de Le Vibrazioni
- 2008 : Drammaturgia de Le Vibrazioni
- 2009 : Meraviglioso de Negramaro

## Théâtre
- 2003 : Non essere de Leonardo Petrillo
- 2004 : I tre moschettieri d'Attilio Corsini

## Distinctions
- 2004 : Globo d'oro du meilleur acteur débutant pour Trois mètres au-dessus du ciel
- 2006 : nomination au Ruban d'argent du meilleur acteur secondaire pour Texas
- 2006 : nomination au Ruban d'argent du meilleur acteur secondaire pour L'uomo perfetto
- 2007 : nomination au Prix David di Donatello du meilleur acteur secondaire pour Mon frère est fils unique
- 2018 : Rubans d'argent : Meilleur acteur dans un second rôle pour Silvio et les Autres.

## Voix françaises
| - Alexis Victor dans : - Mon frère est fils unique - Le Rêve italien - L'amour a ses raisons - To Rome with Love - L'ultimo Paradiso - Tu choisiras la vie - Race for Glory: Audi vs. Lancia - Damien Ferrette dans : - Romanzo criminale - À vif ! | - Mathieu Buscatto dans : - Effie Gray - Les Liens maudits - Laurent Maurel dans : - Silvio et les Autres - L'Homme sans pitié Et aussi - Antoni Lo Presti dans Puzzle - Joël Zaffarano dans London Spy (mini-série) - Axel Kiener dans John Wick 2 - Jean-Michel Fête dans Caravage - Sylvain Agaësse dans Mystère à Venise |